# 2018年の出版
2018年の出版（2018ねんのしゅっぱん）では、2018年（平成30年）の出版に関するできごとについてまとめる。
2017年の出版 - 2018年の出版 - 2019年の出版

## 出版関係の出来事
出版社の設立・倒産、文庫・新書の創刊、雑誌の創刊・休刊、ミリオンセラーの出版などを記載。特記した場合を除き、創刊、休刊・廃刊、復刊の日付は、それぞれ創刊号、最終号、復刊号の発売日である。

### 1月
- 5日 - アメリカ大統領・ドナルド・トランプの暴露本『炎と怒り トランプ政権の内幕』が米国国内で出版され、発売1週間で100万部を突破した[1]。
- 9日
  - 月刊誌『スキージャーナル』と『剣道日本』を発行していたスキージヤーナルが、元従業員ら21人から東京地方裁判所（以下東京地裁と表記）に破産を申し立てられ、さらに1月15日には再度の資金ショートを起こして経営が行き詰まった[2][3]。
  - リクルートの中古車情報誌カーセンサーの中国版などの3地区版が休刊。
- 15日
  - 英紙ガーディアンが紙面をベルリナー判からタブロイド判に変更[4]。
  - 小学館の幼児向けの読み聞かせ専門誌『おひさま』を2・3月号で休刊。
- 23日
  - 女性向け隔月刊誌『Kiite!』（きいて!、産経新聞）が2・3月号で休刊[5]。
  - 雑誌『CONTINUE』（太田出版）がこの日刊行したVo.51で復刊[6]。

### 2月
- 6日 - アイドル雑誌『Top Yell』（竹書房）が3月号で休刊[7]。
- 23日 - 小学館は、2月15日発売の『月刊コロコロコミック』3月号に掲載された「やりすぎ!!! イタズラくん」で、モンゴルの英雄チンギス・ハンを侮辱した不適切な内容があり、駐日モンゴル国大使館から抗議があったとして謝罪[8][9]。これを受けて雑誌募集で開催していた「イタズラクガキコンテスト」を中止することを3月1日に決定した[10]。一方紀伊國屋書店など大手を中心に3月号の発売を急遽中止する書店が相次ぎ[11][12]、同社は3月6日に「書店での混乱を防ぐため」として3月号の発売を中止し、書店に返品を求めること、また既に購入した読者には返金に応じることを発表した[12]。

### 3月
- 12日 - 4コマ漫画雑誌『まんがタイムジャンボ』（芳文社）がこの日発売の4月号で休刊[13]。
- 16日 - 100円ショップを展開する大創産業の子会社大創出版が発行し、ザ・ダイソーで発売していた2冊の本に、立命館大学教授北岡明佳の作品5点を無断転載し、著作権侵害に該当するとして北岡から抗議を受けていたことが判明し、大創出版は発売の中止、店頭からの回収を発表した[14]。
- 17日 - 漫画雑誌『まんがタイムファミリー』（芳文社）がこの日発売された5月号で休刊[13]。
- 20日 - 月刊『卓球レポート』（タマス）が4月号で休刊[15]。
- 26日 - ケージェイ（旧キネマ旬報社）が特別清算を開始[16]。
- 28日 - 総合出版業のダイナミックセラーズ出版（1978年設立）が東京地裁から破産手続き開始決定を受け倒産[17]。

### 4月
- 4日 - 主に風景写真や女性を題材にした写真集を発行していた日本芸術出版社が再度の資金ショートを起こして経営が行き詰まった[18]。
- 15日 - 競馬専門紙『競馬ニホン』（前夜通信社）がこの日の発行をもって休刊。ホームページも8日をもって閉鎖された[19]。
- 18日 - ベネッセコーポレーションが発行した小学3年生向けの算数テストの内容が、教育同人社と光文書院の2社から発行されている内容と酷似しているとして両社から抗議を受けていたことが判明。ベネッセ側は「著作権侵害を行ったつもりはない」としながらも内容の一部修正及び自主回収の措置を取った[20]。
- 24日
  - 前米国FBI長官・ジェームズ・コミーの暴露本『A Higher Loyalty』(17日発売)が発行1週間で60万部を販売[21]。
  - メンズファッション誌『ルード（RUDO）』（マガジン・マガジン）が6月号で休刊[22]。
- 27日 - 週刊紙『週刊アキタ』（週刊秋田社）が1987号を最後に廃刊[23]。
- 28日
  - 月刊マンガ誌『ARIA』（講談社）が6月号で休刊[24]。
  - 一二三書房はライトノベルの新レーベル「ブレイブ文庫」を創刊[25]。

### 5月
- 16日
  - 雑誌『ゆきのまち通信』（企画集団ぷりずむ）が第175号で休刊[26]。
  - ファッション雑誌『LE PANIER（るぱにえ）』（ASOBISYSTEM）が創刊[27]。
  - 秋田書店が新たなBL単行本レーベル「カチCOMI」を創刊[28]。
- 18日
  - ライフスタイル誌『cookpad plus』（セブン&アイ出版）誕生号（創刊号は9月）が発刊[29]。
  - （報道日）白石麻衣の写真集『パスポート』（講談社）が19度目の重版で、累計発行部数が30万部を突破[30]。
- 21日 - 露日専門誌『ロシア サイエンス&テクノロジー レビュー』(RSTR)のパイロット版が発刊[31]。
- 25日 - 楽天が出版取次3位の大阪屋栗田の子会社化を発表[32]。
- 26日 - 少女マンガ誌『別冊花とゆめ』（白泉社）が7月号で休刊[33]。
- 日付不明 - 米カルチャー誌「インタビュー マガジン」が休刊[34]。

### 6月
- 1日 - 月刊漫画雑誌『ヤングアニマル嵐』（白泉社）が6月1日発売号で休刊[35]。
- 7日 - 隔月刊女性漫画誌『ITAN』（講談社）が44号で休刊[36]。
- 9日 - 一迅社がキャラ文芸の新レーベル「メゾン文庫」を創刊[37]。
- 19日 - 月刊漫画雑誌『月刊COMICリュウ』（徳間書店）が8月号で休刊[38]。
- 20日 - 季刊雑誌『NewsPicks Magazine』（NewsPicks）を創刊[39]。
- 23日 - メンズファッション＆カルチャー誌『ワープ・マガジン・ジャパン』が8・9月合併号で休刊[40]。
- 28日 - 週刊少年チャンピオン（秋田書店）で1972年から連載されていた水島新司の『ドカベン』がこの日で連載を終えた（単行本は同年9月の205巻が最後）[41]。
- 30日
  - 月刊漫画雑誌『月刊バーズ』（幻冬舎コミックス）が8月号で休刊[42]。
  - 『TV Bros.』別冊のアニメムック本『ANIME Bros』（東京ニュース通信社）が創刊[43]。

### 7月
- 4日 - 札幌市の広報誌『広報さっぽろ6月号』で、漫画『ベルサイユのばら』のキャラクターを作者の池田理代子の許可を得ずに使用し、著作権侵害に当たるとして池田の事務所から抗議を受けていたことがこの日判明。札幌市は非を認め事務所側に謝罪すると同時に、同7月号でお詫びの文章を掲載。一方事務所側は謝罪を受け入れ、法的措置は行わない方針[44][45]。
- 14日・17日・19日・20日 - 西日本を中心に被害が続出した平成30年7月豪雨により、「配達の大幅遅延や未達が相次いだ」などの理由により出版各社が漫画雑誌の内容を期間限定で公式サイトなどで無料公開する措置を講じた。
  - 14日 - 小学館…『月刊コロコロコミック』7月号（公式サイトで無料公開）[46]
  - 17日 - 集英社…『週刊少年ジャンプ』32号（公式サイトで7月31日までの期間限定）[47]
  - 19日 - 講談社…『週刊少年マガジン』の7月11日発売号（公式サイト・スマホアプリにて7月20日から同月31日までの期間限定）[48]
  - 20日 - 秋田書店…『週刊少年チャンピオン』32号（7月5日発売）及び33号（7月12日発売、いずれも同社サイト『マンガクロス』上で7月31日までの期間限定）[49]
- 25日 - 月刊誌『磯・投げ情報』など釣り関連雑誌・書籍を発行していた海悠出版がこの日までに事業を停止。事後処理を弁護士に一任する一方破産申請準備に入ったことが7月31日に判明[50]。その後10月31日付で東京地裁から破産開始決定を受けて倒産した[51]。
- 31日 - 『日刊海事通信』など主に海事・造船業界の専門書籍を発行していた日刊海事通信社が東京地裁からこの日付けで破産開始決定を受ける（8月8日に判明）。同社が発行していた全書籍は本年3月31日をもってすべて廃刊されていた[52]。

### 8月
- 4日 - 月刊誌『ヤングキングBULL』（少年画報社）が創刊[53]。
- 10日 - 月刊情報誌『日経ビジネスアソシエ』（日経BP社、2002年4月創刊）がこの日発売の9月号をもって休刊[54]。
- 21日 - 休刊中の『ネットマネー』（ZUU）が『Net Money』として復刊[55]。
- 31日 - ニューヨークの日刊紙『ヴィレッジ・ヴォイス』が廃刊[56]。

### 9月
- 5日 - 2009年に映画化された『おっぱいバレー』など、主に映画の原作本の出版や企画を手がけていたリンダパブリッシャーズがこの日、東京地裁から破産開始決定を受ける（9月12日に判明）[57]。
- 21日
  - 新潮社社長の佐藤隆信が、『新潮45』（1985年創刊）10月号の特集において性的少数者を巡る表現で社の内外から批判を受けている[58][59] ことについて「常識を逸脱した偏見と認識不足に満ちた表現が見受けられた」との談話を発表する一方、謝罪はせず雑誌の回収も行わないと表明[58]。ところが和歌山市内の書店が「言葉の暴力は到底看過ごすことはできない」として同社の新刊本の発売を当面の間一時停止するなど波紋が広がり[60]、さらに9月24日には同社近くにある看板に同社を非難するような落書きがされていたことが判明[59]。翌25日になって同社は「深い反省の意味を込め」同誌の休刊を公式サイトで発表した[61]。しかし今回の休刊について作家の乙武洋匡[62] やミュージシャン・作家の辻仁成[63] は「説明責任を放棄している」と厳しく批判。さらに身内であるはずの月刊文芸誌『新潮』の編集長も同誌11月号の「編集後記」で新潮45を批判する文章を掲載した[64]。
  - 軍事雑誌『丸』など軍事関係書籍を発行していたイノセンス（旧社名・潮書房光人社）がこの日付けで東京地裁から特別清算開始決定を受ける（10月3日に判明）。既に事業は産経新聞出版出資による「潮書房光人新社」に引き継がれており、イノセンスは今年2月1日に株主総会の決議により解散していた[65]。
- 22日 - 月刊誌『小説現代』（講談社）が10月号で休刊（2020年にリニューアル創刊）[66]。

### 10月
- 5日
  - 8月8日発売の『週刊新潮』（新潮社）8月16日・23日合併特大号で、お笑いコンビ・爆笑問題の太田光が日本大学芸術学部に裏口入学していたと報じたことについて、太田側が「虚偽の記事であり名誉を傷つけられた」として3300万円の損害賠償と謝罪広告掲載を求めて東京地裁に提訴していたことが判明[67]。太田は8月8日未明（7日深夜）に放送されたTBSラジオの番組でこれを強く否定していた[68]。今回の提訴について同社は「記事は事実であると確信しており裁判の中で証明していく」としている[67]。
  - 講談社は新レーベル「レジェンドノベルス」を創刊[69]。
- 12日 - 新潮社社長の佐藤隆信が東京都内で行われた同社関連団体主催のイベントで、9月25日に休刊した『新潮45』について「大変申し訳ない。今後もしっかりとした言論活動を続けていく」と陳謝した[70]。→9月21日の出来事参照
- 15日
  - 女性向け漫画雑誌『YOU』（集英社、1980年創刊）がこの日発売の11月号をもって休刊[71]。
  - 集英社『週刊少年ジャンプ』の公式サイトは、原作者の葦原大介の体調不良により2016年から休載していた「ワールドトリガー」について、10月29日発売の48号から連載を再開すると同時に、同作品を『ジャンプスクエア』の12月4日発売の2019年1月号に移籍して継続することを発表した[72][73]。
- 19日 - プロトコーポレーションは、同社が発行するバイク情報誌『グーバイク』の東北版を9月に発売したのを最後に休止し、さらに同誌の首都圏版、中部版、関西版を月刊誌にリニューアルすると発表[74]。
- 22日 - 10月18日発売の『週刊文春』（文藝春秋）で、地方創生担当大臣の片山さつきが国税当局に口利きをしたと報じたことについて、片山は「事実無根の記事であり名誉を傷つけられた」として同社を相手に1100万円の損害賠償を求め東京地裁に提訴。一方週刊文春編集部は「記事は絶対の自信を持っている」とし、今後も追求を続けることを表明した[75]。
- 末日 - 『仏教芸術』（中央公論美術出版）が創刊[76]。

### 11月
- 1日 - 講談社の漫画雑誌『モーニング』の次期編集長として弘兼憲史原作の漫画『課長島耕作』の主人公・島耕作がこの日付けで就任。編集長就任は10月18日発売の同誌46号にて発表された[77]。
- 2日 - 月刊演劇雑誌『シアターガイド』（1992年創刊）がこの日発売の12月号をもって休刊[78]。同誌の発行元だったモーニングデスクが経営不振のため10月31日付けで業務を停止した[79] ことによる。また休刊に伴い同誌の公式ホームページも閉鎖[78]（その後同社は2019年2月4日に東京地裁から破産開始決定を受け倒産した[80]）。
- 6日 - シニア富裕層向け月刊誌『GG』（2017年6月創刊）を発行していたGGメディアがこの日付けで東京地裁から破産開始決定を受ける（11月14日に判明）。また月刊誌自体も9月に休刊していた[81][82]。
- 15日 - 音楽誌『月刊Songs』（ドレミ楽譜出版社、2002年12月創刊）がこの日発売の12月号で休刊[83]。
- 26日 - 週刊少年ジャンプで連載されているHUNTER×HUNTER（作：冨樫義博）が長期の休載に入る。2021年11月22日現在 同作最長の休載期間となっている。
- 28日
  - 2014年に病没したタレント・シンガーソングライターのやしきたかじん（享年64）の闘病生活を綴った百田尚樹の『殉愛』（2014年刊行、幻冬舎）を巡り、たかじんの元マネージャーの男性が「書籍の中で名誉を傷つけられた」として百田と幻冬舎に1100万円の支払いを求めた賠償請求裁判で、東京地裁は男性に対する名誉毀損を認めて275万円を支払うように命じた[84]。同書を巡っては昨年12月にたかじんの長女に対する名誉毀損が認められて同社などに対して365万円の支払いを命ずる判決が確定している[85]。
  - まんがライフMOMO（竹書房、2003年創刊）がこの日発売の2019年1月号をもって休刊[86]。

### 12月
- 5日 - 一二三書房は、キャラクター文芸レーベル「一二三文庫」を創刊[87]。
- 7日 - 子育てライフスタイル誌『ニナーズ』（祥伝社）が2019年1月号で休刊[88]。
- 25日
  - 出版科学研究所がこの日発表した2018年の紙による出版物の販売額がピークだった1996年の約2兆6500億円の半分以下となる約1兆2800億円台になると発表。昨年を6.4%下回っており、14年連続の減少。また書籍が12年、雑誌が21年連続で前年を下回った[89]。
  - 漫画雑誌『めちゃコミックfufu』（アムタス/双葉社）が創刊[90]。
- 26日
  - 写真誌『DAYS JAPAN』（デイズジャパン）の代表取締役を務める広河隆一（フォトジャーナリスト）が、週刊文春2019年1月3日・10日号において元女性スタッフなどに対してセクハラ行為を行っていたと報道されたことを受け、同社は12月25日に行った臨時の取締役会において広河を解任したことを発表。なお広河はセクハラ行為の一部について認めている[91]。
  - 自動車・バイク雑誌『NAVI CARS』及び『MOTO NAVI』、『BICYCLE NAVI』の前発行元だったボイス・パブリケーションがこの日、東京地裁から破産開始決定を受ける（2019年1月9日に判明）。なおいずれの雑誌は別会社により発行が継続されている[92]。
- 27日 - 雑誌『Go!Go! GUITAR』（ヤマハミュージックメディア）がこの日発売の2019年2月号をもって休刊[93]。
- 29日 - 雑誌『週刊文春WOMAN』（年3回刊行）が創刊[94]。